# 役満DS
役満DS（やくまんDS）とは、任天堂が開発・発売したニンテンドーDSのゲームソフトである。
ここでは、Wi-Fi対応 役満DS（ワイファイたいおう-）も記述する。

## 概要
任天堂が発売した「役満」シリーズとしては3作目にあたるこの作品は、前作までオリジナルキャラクターだったが、今作はマリオシリーズのキャラクターが採用された。イカサマは無く、思考ルーチンも本格的である。これまでの役満シリーズと同様、取扱説明書の後半に「役満のしおり」が添付されている（任天堂が製造する麻雀牌「役満」に付属するものと同内容）。
基本的に、京都ローカルルールを基準としているため、標準では「ナシナシ」に設定されているが（変更可能）、後付けをしていてもツモアガリの場合は問題なくあがることが出来る。
一人用対局では、対局相手やルールを自由に選べる『フリー対局』、他のキャラクターとランクを競う『ランキング対局』、隠しキャラクターを出現させるために挑戦する『チャレンジ対局』の3つのプレイモードがある。一部のチャレンジ対局を除く全ての一人用対局モードでは、ジュゲム先生によるアドバイスや危険牌予測機能を利用できる。フリー対局のみ、巡を遡って手牌を再構築できる機能も利用できる。
基本的なルールから解説してくれる『麻雀入門』、役や用語を網羅した『麻雀辞典』なども搭載している。赤五筒子・割れ目・ドボン・二翻縛り・東風戦・西入といった各ルールにも対応している。
ローカル役はオープンリーチ・三連刻・四連刻・大車輪・人和・十三不塔・数え役満・八連荘・流し満貫を搭載（無効にすることも可能）。また、国士無双十三面待ち・四暗刻単騎・純正九連宝燈・大四喜を二倍役満とするルールを採用（通常の役満とすることも可能）。

### Wi-Fi対応版
Wi-Fi対戦は、友達限定対局と、全国対局（誰とでも対局）ができた。特に、友達限定対局は許可した相手に限り、ボイスチャットを使うことができる。また、標準ルールが「アリアリ」である。
なお、イヤホンマイクはこの『Wi-Fi対応 役満DS』と同時に発売された。

## 登場キャラクター
キャラクター名の横に記した星はCPUの強さを、順位はランキング対局モードにおける初期ランクを示す。なお、プレイヤーが選択したキャラクターの初期ランクは20位となり、他のキャラクターの順位が繰り上がる。
キャラクターのボイスの多くは『マリオカート ダブルダッシュ!!』からの流用となっている。

### プレイヤー選択可能キャラクター
キャラクターの特徴はCPUとして登場した場合のもの。プレイヤーが使用した際の違いはない。（プレイヤーが選択したキャラクターはCPUとして登場しなくなる）
- マリオ（★★★★☆・7位）

攻めも守りも得意な万能キャラクター。
タイトル画面およびオープニングでは国士無双を十三面待ちでテンパイしている。
- ルイージ（★★★☆☆・15位）

門前重視で、平和や一盃口を得意とする。
タイトル画面およびオープニングでは緑一色をテンパイしている。
- ピーチ（★★★☆☆・10位）

守りを重視し、滅多にリーチをかけずに黙々と役を作る。
タイトル画面およびオープニングでは萬子の純正九連宝燈をテンパイしている。
- キノピオ（★★☆☆☆・18位）

副露は一切行わず、テンパイすると即座にリーチする。
終盤だろうとフリテンだろうとリーチする。待ち牌が全て見えている場合やオープンリーチに振り込む場合はリーチしない。
タイトル画面およびオープニングでは混一色＋混老頭＋小三元＋役牌2翻が確定した四暗刻をシャンポン待ちでテンパイしている。
- ヨッシー（★★★☆☆・16位）

鳴きを多用して、安くても素早いアガリを目指す。門前の場合はテンパイしても黙っている場合が多い。
- ドンキーコング（★★★★☆・9位）

豪快に一色系を狙う。

### プレイヤー選択不可キャラクター
- クリボー（★☆☆☆☆・20位）

まだ麻雀のルールをよく理解しておらず、オリるわけでもないのに手牌の面子を崩してしまうことがある。
- ヘイホー（★☆☆☆☆・19位）

鳴ける牌には必ず食い付く。裸単騎や役無しなどでアガれない場合が多い。
- ノコノコ（★★☆☆☆・17位）

ポンを好み、役牌や対々和をよく出す。
- キャサリン（★★★☆☆・14位）

攻めと守りを使い分ける堅実なプレイヤー。
- ディディーコング（★★★☆☆・13位）

七対子をベースに様々な役に発展させる。副露は一切行わない。
- テレサ（★★★☆☆・12位）

状況に合わせて多彩な役を作る。
- デイジー（★★★☆☆・11位）

運を味方につけ、リーチ一発ツモを得意とする。
- キノピコ（★★★★☆・8位）

何よりもスピード重視で役を作る。
- クッパJr.（★★★★☆・6位）

嵌張待ち・辺張待ち・単騎待ちといった読みにくい意地の悪い待ちで相手を惑わせる。
- ワルイージ（隠し・★★★★☆・5位）

役作りのスピードは最高クラス。場の状況から的確にアガリへと繋げる。
- ワリオ（隠し・★★★★★・4位）

攻めの強さは最高クラス。豪快に満貫以上の役を狙う。
- ボスパックン（隠し・★★★★★・3位）

そつなく打つが、複数の役を組み合わせた強力な一撃も見せる。
- クッパ（隠し・★★★★★・2位）

攻めの強さと運の良さに極めて優れ、頻繁に高得点のアガリを出す。
- キノじい（隠し・★★★★★・1位）

本作における最強のCPU。非常に守りが堅く、リーチした時以外は滅多に振り込まない。三色同順＋混全帯么九を得意とする。